# Blue To This Day
Blue To This Day est un album du chanteur américain Mickey Newbury, le dernier album qu'il a enregistré, dont il signe la composition et les textes de chaque chanson à lui seul. La chanteuse Toni Jolene Clay est parmi les choristes de plusieurs titres.

## Titres
1. Some dreams Never Die - 4:18
2. The Two Step Goes On - 3:45
3. Song of Sorrow - 1:02
4. Father's Amen [Interlude] - 4:17
5. Brother Peter - 4:01
6. Help Me, son- 4:24
7. Mississippi Moon - 4:26
8. House of blues - 3:58
9. Little Blue Robin - 4:35
10. Down & Dirty - 4:28
11. Shuck & Jive - 4:12
12. All the neon lights are blue - 6:10
13. Tilde - 7:57
14. Remember the Good - 3:26
15. Goodnight - 6:47